# Willie Honeman
William „Willie“ Honeman, auch Bill Honeman, (* 20. Juli 1908; † 19. August 1996) war ein US-amerikanischer Bahnradsportler.

## Lebensweg
Willie Honeman begann mit dem Radsport 1923, im Alter von 15 Jahren. 1924 wurde er US-amerikanischer Junioren-Meister. Von 1930 bis 1935 war er Profi und fuhr auch Rennen in Europa. So gewann er 1934 das französische Sprintturnier Grand Prix de l’Armistice. Von 1934 bis 1936 wurde er dreimal in Folge US-amerikanischer Meister im Sprint. Er war der Erste, der als Champion das Stars-and-Stripes-Trikot erhielt zum Zeichen seiner Meisterschaft (zuvor hüllten sich die Fahrer in eine Fahne). Er startete auch bei Sechstagerennen. 1936 beendete er seine sportliche Laufbahn und ging wieder in seinen erlernten Beruf als Zeichner zurück.
Honeman engagierte sich vielfältig für den Radsport. Er propagierte das Tragen von Sturzhelmen, organisierte Radrennen, war als Trainer aktiv und unterstützte das Management des Encino Velodrome. Er publizierte Artikel über Training und empfahl die Steinzeit-Diät; 1976 schrieb er das Buch American Velodrome Track Racing. In den 1930er Jahren machte er auch Werbung für Camel-Zigaretten und pries deren gute Wirkung auf die Verdauung.
1994 wurde Willie Honeman in die United States Bicycling Hall of Fame aufgenommen.